# USS LST-545
O USS LST-545 foi um navio de guerra norte-americano da classe LST que operou durante a Segunda Guerra Mundial.